# Guy Williams (Schauspieler)

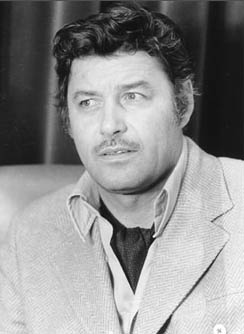
Williams, 1973

Guy Williams (* 14. Januar 1924 in New York als Armando Joseph Catalano; † um den 1. Mai 1989 in Buenos Aires, Argentinien) war ein US-amerikanischer Schauspieler.

## Leben
Williams wuchs in Little Italy auf. Er besuchte die High School und die Peekskill Military Academy. Nach dem Ende des Zweiten Weltkriegs arbeitete er als Fotomodell. 1946 wurde er von Metro-Goldwyn-Mayer unter Vertrag genommen. Er hatte eine kleine, nicht im Abspann genannte Rolle in dem Kriegsfilm The Beginning or the End, bevor sein Filmvertrag auslief.
1952 erhielt er einen Vertrag bei den Universal Studios und spielte Nebenrollen in einigen Spielfilmen wie Der Mann aus Alamo mit Glenn Ford und Die Welt gehört ihm mit Tyrone Power in der Hauptrolle. Daneben trat er auch in verschiedenen Fernsehserien auf. 1957 bekam er die Hauptrolle in der Disney-Fernsehserie Zorro, die er bis 1961 in 82 Folgen spielte. 1962 drehte er zwei Filme in Europa, darunter die Hauptrolle in dem Abenteuerfilm Captain Sindbad an der Seite von Heidi Brühl. 1962 war er für die Rolle des Winnetou in der Karl-May-Verfilmung Der Schatz im Silbersee im Gespräch. Erst kurz vor Beginn der Dreharbeiten wurde er schließlich durch Pierre Brice ersetzt.
Im Jahr darauf nahm Williams in der seit 1959 erfolgreichen Serie Bonanza die Rolle des Will Cartwright an. Diese Rolle wurde eingeführt, da der Darsteller von Adam Cartwright, Pernell Roberts, die Serie verlassen wollte, die Produzenten aber am Konzept von vier Hauptdarstellern festhalten wollten. Als Roberts sich anders entschieden und seinen Vertrag für ein weiteres Jahr verlängert hatte, wurde Williams’ Rolle nach nur fünf Episoden wieder herausgeschrieben.
1965 erhielt er die Hauptrolle in der Science-Fiction-Serie Verschollen zwischen fremden Welten (Lost in Space), die er in 83 Folgen bis 1968 spielte. Nachdem die Serie eingestellt worden war, setzte sich Williams zur Ruhe und trat nur noch gelegentlich als Gast in Fernsehshows auf. 1973 zog er nach Argentinien, wo er bis zuletzt lebte. 1989 fand ihn die Polizei leblos in seiner Wohnung auf, Todesursache war eine Gehirnblutung.

## Filmografie (Auswahl)
- 1947: The Beginning or the End
- 1952: Bonzo Goes to College
- 1953: Der Mann vom Alamo (The Man from Alamo)
- 1953: Die Welt gehört ihm (The Mississippi Gambler)
- 1954: Das goldene Schwert (The Golden Blade)
- 1955: The Lone Ranger (Fernsehserie, 1 Folge)
- 1955: Sieben Reiter der Rache (Seven Angry Men)
- 1955: Draußen wartet der Tod (The Last Frontier)
- 1957: Der Tod hat schwarze Krallen (I was a Teenage Werewolf)
- 1957–1961: Zorro (Fernsehserie, 82 Folgen)
- 1962: Der Prinz und der Bettelknabe (The Prince and the Pauper)
- 1962: Der Held von Attika (Il tiranno di Siracusa)
- 1963: Kapitän Sindbad (Captain Sindbad)
- 1964: Bonanza (Fernsehserie, 5 Folgen)
- 1965–1968: Verschollen zwischen fremden Welten (Lost in Space; Fernsehserie, 84 Folgen)